# Aeroportul Greeley–Weld County
Aeroportul Greeley–Weld County (IATA: GXY, ICAO: KGXY, FAA LID: GXY) este un aeroport din Greeley⁠(d), Comitatul Weld, Colorado, Statele Unite ale Americii ce deservește zona Greeley⁠(d). Aeroportul a fost tranzitat în 2019 de 4 pasageri. A fost numit după zona deservită.
Situat la o altitudine de 1.432 m, aeroportul dispune de 2 piste.

## Infrastructură

### Piste
Aeroportul dispune de 2 piste. Pista 10/28 are suprafața de asfalt și dimensiunile 5.801 picioare × 100 picioare. Pista 17/35 are suprafața de asfalt și dimensiunile 10.000 picioare × 100 picioare. 